# British Fashion Council
Il British Fashion Council (BFC) è un'organizzazione senza fini di lucro fondata nel 1983, il cui scopo è promuovere la crescita della moda britannica nell'economia della moda globale. Il BFC organizza vetrine semestrali di abbigliamento femminile e maschile: la London Fashion Week e la London Fashion Week Men's.
Con sede a Londra, il British Fashion Council è attualmente presieduto da Stephanie Phair.
Il BFC organizza la London Fashion Week (LFW) e la London Fashion Week Men's (LFWM), due volte l'anno, presentando il meglio della moda britannica a un pubblico internazionale. Inoltre, ogni stagione viene organizzato l'evento "LONDON ROOMS" che porta i migliori giovani designer a Parigi, offrendo loro la opportunità di promuoversi all'estero. Il BFC annualmente organizza anche i British Fashion Awards, che sono dei premi istituiti per celebrare la creatività e l'innovazione nel settore, nonché il London Fashion Week Festival.
Un aspetto delle attività dell'organizzazione è supportare i giovani designer emergenti, supervisionandone l'apprendistato nel Regno Unito.
Nel maggio 2018, BFC ha nominato David Beckham, ex capitano della nazionale di calcio inglese, come ambasciatore della moda inglese.